# 베이즈 추론
베이즈 추론(Bayesian inference)은 통계적 추론의 한 방법으로, 추론 대상의 사전 확률과 추가적인 정보를 통해 해당 대상의 사후 확률을 추론하는 방법이다. 베이즈 추론은 베이즈 확률론을 기반으로 하며, 이는 추론하는 대상을 확률변수로 보아 그 변수의 확률분포를 추정하는 것을 의미한다.

## 수학적 설명
베이즈 추론에서는 추론 대상 {\displaystyle \theta }에 대하여, {\displaystyle \theta }에 대한 사전 확률 {\displaystyle p(\theta )}가 주어진다. {\displaystyle \theta }와 관계된 관측 {\displaystyle X}의 확률 분포가 {\displaystyle p(X|\theta )}와 같이 주어진다고 할 때, 베이즈 추론은 {\displaystyle X}가 추가적으로 주어졌을 때의 {\displaystyle \theta }의 분포 {\displaystyle p(\theta |X)}를 계산한다. 이때 {\displaystyle p(\theta |X)}는 베이즈 정리를 이용하여 다음과 같이 계산할 수 있다.
{\displaystyle p(\theta |X)={\frac {p(\theta ,X)}{p(X)}}={\frac {p(X|\theta )p(\theta )}{p(X)}}}
이 분포를 이용하여 여러 가지 통계적 추정이 가능하다. 예를 들어, 관측하지 않은 새로운 자료 {\displaystyle x^{*}}에 대한 확률분포는 다음과 같이 추정된다.
{\displaystyle p(x^{*}|X)=\int _{\theta }p(x^{*}|\theta )p(\theta |X)\mathrm {d} \theta }

## 같이 보기
- 베이즈 통계학